# University College Roosevelt
Het University College Roosevelt (UCR) is een Engelstalig liberal arts college in de Nederlandse stad Middelburg. De instelling werd in 2004 opgericht als de Roosevelt Academy en kreeg haar huidige naam in 2013. Het University College Roosevelt is verbonden aan verscheidene universiteiten en is sterk verbonden met de Universiteit Utrecht, al is het college financieel onafhankelijk. Net als het Roosevelt Study Center in Middelburg, is het University College naar de drie bekendste leden van de Nederlands-Amerikaanse familie Roosevelt vernoemd: president Theodore Roosevelt, president Franklin Delano Roosevelt en zijn echtgenote Eleanor Roosevelt.
Studenten kunnen zelf hun eigen curriculum samenstellen, met slechts enkele verplichte vakken. Op basis van het hoofdvak (major) dat zij in het tweede jaar kiezen, kunnen ze na drie jaar een Bachelor of Arts- of Bachelor of Science-diploma van de Universiteit Utrecht behalen. Daarnaast bestaan er een klein aantal specifieke opleidingstrajecten, waaronder podiumkunsten. In totaal worden er meer dan 200 vakken aangeboden.
De studentenpopulatie bestaat jaarlijks gemiddeld uit zo'n 550 studenten.
In februari 2025 werd bekend dat het college flink moest bezuinigen, mede vanwege het beleid van het kabinet-Schoof om het aantal buitenlandse studenten te verlagen. Er werden zo'n 20 docenten ontslagen, een kwart van het totale aantal.